# Episema sareptana
Episema sareptana är en fjärilsart som beskrevs av Alphéraky 1897. Episema sareptana ingår i släktet Episema och familjen nattflyn. Inga underarter finns listade i Catalogue of Life.